# Ochodaeus holzschuhi
Ochodaeus holzschuhi är en skalbaggsart som beskrevs av Rudolph Petrovitz 1971. Ochodaeus holzschuhi ingår i släktet Ochodaeus och familjen Ochodaeidae. Inga underarter finns listade i Catalogue of Life.